# شهرستان تونگلو
شهرستان تونگلو (به لاتین: Tonglu County) یک شهرستان‌های جمهوری خلق چین در چین است که در هانگژو واقع شده‌است.
 شهرستان تونگلو ۱٬۸۵۲ کیلومتر مربع مساحت و ۴۰۰٬۰۰۰ نفر جمعیت دارد.